# Parametro (statistica)
In statistica, si definisce parametro un valore che definisce una caratteristica "relativamente" costante di una funzione o di una popolazione, che serve a descriverla.
Si calcola attraverso uno stimatore.

## Parametro, costante e variabile
Il termine "relativamente" significa che il parametro non è una variabile casuale, e quindi, una volta definita, rimane costante. È una grandezza che esprime quindi una caratteristica strutturale dell'insieme di dati cui viene applicata, ed attraverso la quale è dunque possibile descriverne i processi o avviarne la modellizzazione. La variazione del parametro permette di esplorare varie possibilità descrittive, adeguandole ai processi reali della popolazione indagata.
In termini più generali, il parametro ha uno status intermedio tra quello di una variabile e di una costante.

## Applicazioni
Sul concetto di parametro si basa la possibilità di utilizzare le statistiche parametriche, ovvero le statistiche che si basano sull'assunzione a priori dell'esistenza di un parametro descrittivo della distribuzione dei dati nella popolazione di riferimento (ad esempio, la distribuzione normale dei valori relativi ad una certa variabile, all'interno di una data popolazione).